# آنا پلتیرو
آنا پلتیرو (انگلیسی: Ana Peleteiro؛ زادهٔ ۲ دسامبر ۱۹۹۵) ورزشکار پرش سه‌گام اهل اسپانیا است.